# Foraminitermes
Foraminitermes es un género de termitas  perteneciente a la familia Termitidae que tiene las siguientes especies:
1. Foraminitermes coatoni
2. Foraminitermes corniferus
3. Foraminitermes harrisi
4. Foraminitermes rhinoceros
5. Foraminitermes tubifrons
6. Foraminitermes valens